# Арутюнян Арсен Каренович
Арсен Каренович Арутюнян (амх.  Արսեն Կարենի Հարությունյան; нар. 22 листопада 1999, Масіс, марз Арарат) — вірменський борець вільного стилю, триразовий бронзовий призер чемпіонатів світу, чотириразовий чемпіон та бронзовий призер чемпіонатів Європи, срібний призер Кубку світу, учасник двох Олімпійських ігор.

## Життєпис
Виріс у спортивній родині, яка має свій власний спортзал, де батько тренує дітей. Він вперше зайнявся спортом в Масісі. Спочатку займався карате, потім батько відвів його на боротьбу, яка Арсену сподобалася більше. Одночасно спробував і дзюдо, але його батько, колишній борець, не дозволив йому займатися обома видами, тому він вибрав боротьбу. Його молодші брати також вибрали цей вид спорту.
У 2015 році став чемпіоном Європи серед кадетів. Наступного року на цих же змаганнях здобув срібну нагороду. У 2017 році став бронзовим призером чемпіонату світу серед юніорів. Того ж року такого ж результату досяг на чемпіонаті Європи серед юніорів. Наступного року став чемпіоном Європи серед юніорів, а на юніорському чемпіонаті світу знову став бронзовим призером. Після цього підписав контракт з командою «Іспрінген» і дебютував у дорослій кар'єрі в німецькій Бундеслізі, здобувши декілька значних перемог. Того ж року став чемпіоном Вірменії.
Навчається в Єреванському державному спортивному коледжі олімпійського резерву.
Восени 2020 року під час Другої Карабаської війни 20-річний Арсен Арутюнян приєднався до загону «Гайдук», що складається з добровольців, і в складі організованої групи вирушив у Нагірний Карабах для участі в бойових діях на стороні Вірменії. Серед командирів цього загону є його батько.

## Спортивні результати на міжнародних змаганнях

### Виступи на Олімпіадах
| Змагання                    | Збірна   | Вагова категорія          | Місце |
| --------------------------- | -------- | ------------------------- | ----- |
| Літні Олімпійські ігри 2020 | Вірменія | вільна боротьба, до 57 кг | 13    |
| Літні Олімпійські ігри 2024 | Вірменія | вільна боротьба, до 57 кг | 7     |

### Виступи на Чемпіонатах світу
| Змагання                        | Збірна   | Вагова категорія          | Місце  |
| ------------------------------- | -------- | ------------------------- | ------ |
| Чемпіонат світу з боротьби 2019 | Вірменія | вільна боротьба, до 57 кг | 16     |
| Чемпіонат світу з боротьби 2021 | Вірменія | вільна боротьба, до 61 кг | Бронза |
| Чемпіонат світу з боротьби 2022 | Вірменія | вільна боротьба, до 61 кг | Бронза |
| Чемпіонат світу з боротьби 2023 | Вірменія | вільна боротьба, до 57 кг | Бронза |

### Виступи на Чемпіонатах Європи
| Змагання                         | Збірна   | Вагова категорія          | Місце  |
| -------------------------------- | -------- | ------------------------- | ------ |
| Чемпіонат Європи з боротьби 2019 | Вірменія | вільна боротьба, до 61 кг | Золото |
| Чемпіонат Європи з боротьби 2020 | Вірменія | вільна боротьба, до 61 кг | Бронза |
| Чемпіонат Європи з боротьби 2022 | Вірменія | вільна боротьба, до 61 кг | Золото |
| Чемпіонат Європи з боротьби 2023 | Вірменія | вільна боротьба, до 61 кг | Золото |
| Чемпіонат Європи з боротьби 2024 | Вірменія | вільна боротьба, до 57 кг | Золото |
| Чемпіонат Європи з боротьби 2025 | Вірменія | вільна боротьба, до 61 кг | Срібло |

### Виступи на Кубках світу
| Змагання                    | Збірна   | Вагова категорія          | Місце  |
| --------------------------- | -------- | ------------------------- | ------ |
| Кубок світу з боротьби 2020 | Вірменія | вільна боротьба, до 57 кг | Срібло |

### Виступи на інших змаганнях
| Змагання                                                       | Збірна   | Вагова категорія                 | Місце  |
| -------------------------------------------------------------- | -------- | -------------------------------- | ------ |
| Турнір Степана Саргісяна 2019                                  | Вірменія | вільна боротьба, до 61 кг        | Срібло |
| Кубок Тахті 2020                                               | Вірменія | вільна боротьба, до 57 кг        | Срібло |
| Кубок Тахті 2020                                               | Вірменія | греко-римська боротьба, до 57 кг | Срібло |
| Олімпійський кваліфікаційний турнір з боротьби 2020 (Будапешт) | Вірменія | вільна боротьба, до 57 кг        | Золото |
| Турнір Ібрагіма Мустафи 2023                                   | Вірменія | вільна боротьба, до 61 кг        | Бронза |
| Турнір Степана Саргісяна 2023                                  | Вірменія | вільна боротьба, до 57 кг        | Золото |
| Меморіал Імре Поляка та Яноша Варги 2024                       | Вірменія | вільна боротьба, до 61 кг        | Золото |

### Виступи на змаганнях молодших вікових груп
| Змагання                                       | Збірна   | Вагова категорія          | Місце  |
| ---------------------------------------------- | -------- | ------------------------- | ------ |
| Чемпіонат Європи з боротьби серед кадетів 2015 | Вірменія | вільна боротьба, до 46 кг | Золото |
| Чемпіонат світу з боротьби серед кадетів 2015  | Вірменія | вільна боротьба, до 46 кг | 7      |
| Чемпіонат Європи з боротьби серед кадетів 2016 | Вірменія | вільна боротьба, до 54 кг | Срібло |
| Чемпіонат світу з боротьби серед кадетів 2016  | Вірменія | вільна боротьба, до 54 кг | 5      |
| Чемпіонат Європи з боротьби серед юніорів 2017 | Вірменія | вільна боротьба, до 55 кг | Бронза |
| Чемпіонат світу з боротьби серед юніорів 2017  | Вірменія | вільна боротьба, до 55 кг | Бронза |
| Чемпіонат Європи з боротьби серед юніорів 2018 | Вірменія | вільна боротьба, до 57 кг | Золото |
| Чемпіонат світу з боротьби серед юніорів 2018  | Вірменія | вільна боротьба, до 57 кг | Бронза |
| Чемпіонат світу з боротьби серед молоді 2019   | Вірменія | вільна боротьба, до 61 кг | 5      |
| Чемпіонат світу з боротьби серед молоді 2021   | Вірменія | вільна боротьба, до 61 кг | Золото |
| Чемпіонат світу з боротьби серед молоді 2022   | Вірменія | вільна боротьба, до 61 кг | Золото |